# Ґонзаґ Сен-Брі
Ґонзаґ Сен-Брі (фр. Gonzague Saint Bris); Ґонзаґ, Марі, Жозеф, Венсан, Франсуа Сен-Брі; нар. 26 січня 1948, Лош, Ендр і Луара, Франція — пом. 8 серпня 2017, Сен-Імер, Кальвадос, Нормандія, Франція) — французький журналіст, історик та романіст.

## Біографія
Ґонзаґ Сен-Брі народився 26 січня 1948 року у сім'ї дипломата Юбера Сен-Брі (1915—1979). Виріс у замку Кло-Люсе, в Амбуазі. Не маючи жодного диплома, став письменником і журналістом.
Сен-Брі працював у газеті Figaro (1980), ведучим на незалежній радіостанції Méga l'O (1981), оглядачем новинок відео, директором з розвитку підприємств групи «Hachette Filipacchi Médias» (1987—2001), спеціальним радником Міністерства культури і масових комунікацій Франції (1986—1988), директором-власником журналу Femme.
Ґонзаґ Сен-Брі автор понад 30 книг: романів, есе та біографій, серед яких життєписи Віньї, Дюма, Бальзака, Флобера, Лафаєта, Де Сада.
У 2010 році Сен-Брі випустив книгу «У рай з Майклом Джексоном» (фр. Au Paradis avec Michael Jackson), у якій розкриває подробиці своїх особистих бесід з Майклом Джексоном.
Ґонзаґ Сен-Брі є засновником Фестивалю романтичних фільмів, що проходить щорічно з 1983 року у курортному нормандському місті Кабур.

## Визнання
Ґонзаґ Сен-Брі — володар однієї з найпрестижніших літературних нагород Франції — Prix Interallieфр. . Його роману «Дитя да Вінчі» (фр. L’Enfant de Vinci, 2005) присуджена премія Книжкового ярмарку в Сен-Луї Prix des Romancieresфр..